# Sceloenopla maculata
Sceloenopla maculata is een keversoort uit de familie bladkevers (Chrysomelidae). De wetenschappelijke naam van de soort werd in 1793 gepubliceerd door Guillaume-Antoine Olivier.